# توماس واربورتون
توماس واربورتون (بالفنلندية: Thomas Warburton؛ بالسويدية: Thomas Warburton) هو مترجم سويدي وفنلندي، ولد في 4 مارس 1918، وتوفي في 18 ديسمبر 2016.